# Tề Tề Cáp Nhĩ
Tề Tề Cáp Nhĩ hay Qiqihar (tiếng Trung: 齐齐哈尔, ; bính âm: Qíqíhā'ěr) là một địa cấp thị và là thành phố lớn thứ hai của tỉnh Hắc Long Giang, Cộng hòa Nhân dân Trung Hoa, nằm ở phía tây trung tâm của tỉnh. Khu vực phát triển trọng tâm (hoặc tàu điện ngầm) được tạo thành từ các quận Long Sa (龙沙区), Thiết Phong (铁锋区) và Kiến Hoa (建华区) có 979.517 người sinh sống, trong khi tổng dân số của thành phố cấp tỉnh là 5.367.003 trong cuộc điều tra dân số năm 2010. Dân cư chủ yếu là người Hán, mặc dù thành phố cũng là nơi sinh sống của 34 dân tộc thiểu số bao gồm người Mãn Châu, người Daur và người Mông Cổ. Gần Tề Tề Cáp Nhĩ có nhiều vùng đất ngập nước và Khu bảo tồn thiên nhiên Trát Long, nổi tiếng ở Trung Quốc vì là nơi cư ngụ của nhiều loài sếu đầu đỏ.

## Từ nguyên
Người Khiết Đan định cư ở vùng này dưới thời nhà Liêu. Từ "Qiqi" là một từ để chỉ một dòng sông địa phương; từ "hari" dùng để chỉ sự phòng thủ. Cái tên Qiqihar xuất phát từ tiếng Mãn Châu ᠴᡳᠴᡳᡥᠠᡵ (cicihar).

## Lịch sử

### Thời gian đầu

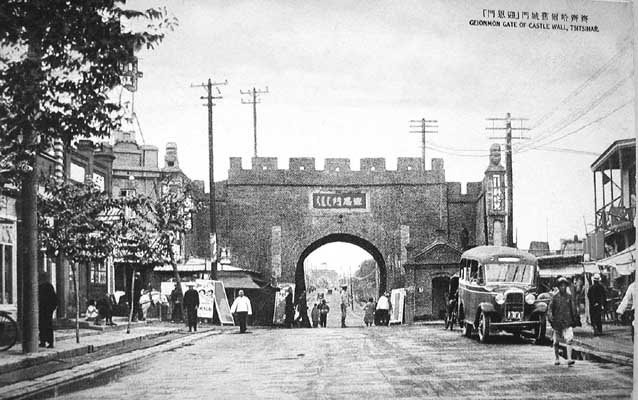
Cổng tường lâu đài, Tsitsihar

Tề Tề Cáp Nhĩ là một trong những thành phố lâu đời nhất ở phía Đông Bắc Trung Quốc. Khu vực ban đầu được định cư bởi những người Daur và Tungus du mục chuyên chăn thả gia súc. Tề Tề Cáp Nhĩ là một từ trong tiếng Daur, có nghĩa là biên giới hoặc đồng cỏ tự nhiên. Tên ban đầu của thành phố là Bukui (卜奎), phiên âm tiếng Trung của một từ tiếng Daur có nghĩa là "tốt lành". Nhà thờ Hồi giáo lâu đời nhất của thành phố, nhà thờ Bukui, xuất hiện 7 năm trước khi thành phố được thành lập. Tề Tề Cáp Nhĩ bắt đầu phát triển cực thịnh vào thời hoàng đế Khang Hy nhà Thanh.
Khi quân đội Nga hoàng tiến về phía đông tới bờ biển Thái Bình Dương, Tề Tề Cáp Nhĩ trở thành một trung tâm đồn trú lớn vào năm 1674. Năm 1691, một thành trì được xây dựng ở đây để phục vụ các chiến dịch quân sự của nhà Thanh chống lại quân Mông Cổ. Khoảng năm 1700, đây là một trung tâm thương mại Nga-Trung. Một kho quân sự với doanh trại và một kho vũ khí đã được thiết lập ở đó, và nhiều tội phạm bị kết án đã bị lưu đày đến khu vực này. Lực lượng quân đội của Hắc Long Giang đã được cho đóng quân tại Tề Tề Cáp Nhĩ năm 1699. Nhà Thanh ban đầu dự định giữ tỉnh Hắc Long Giang ở phía bắc như một khu vực bán mục vụ, tách biệt với nền kinh tế nông nghiệp Trung Quốc rộng lớn hơn, vì vậy nó không cho phép người di cư thành thị theo mùa, như những người từ Hà Bắc và Sơn Đông muốn đến Tề Tề Cáp Nhĩ để buôn bán lông thú cũng như để sở hữu và cải tạo đất đai. Sau khi Đế quốc Nga chiếm được Ngoại Mãn Châu theo các hiệp ước bất bình đẳng Ái Tân và Bắc Kinh, nhà Thanh đã đưa ra quyết định dỡ bỏ các hạn chế khác nhau mà nó đặt ra ở Đông Bắc Trung Quốc và đặc biệt là vấn đề cư trú tại Hắc Long Giang, vào năm 1868, 1878 và 1904. Người Trung Quốc đã dạy cho người dân Solon địa phương kỹ thuật canh tác, cung cấp nguyên liệu và miễn thuế để chuyển đổi chúng từ việc săn bắn. Năm 1903, việc hoàn thành tuyến đường sắt phía đông Trung Quốc đã biến Tề Tề Cáp Nhĩ trở thành một trung tâm liên lạc giữa Trung Quốc và Nga. Một mạng lưới các đường dây tỏa ra từ Tề Tề Cáp Nhĩ đã được mở rộng đến khu vực phía tây bắc của tỉnh Hắc Long Giang bao gồm Gia Cách Đạt Kỳ và Mãn Châu Lý vào cuối những năm 1920.

### Chiến tranh Trung-Nhật lần thứ hai

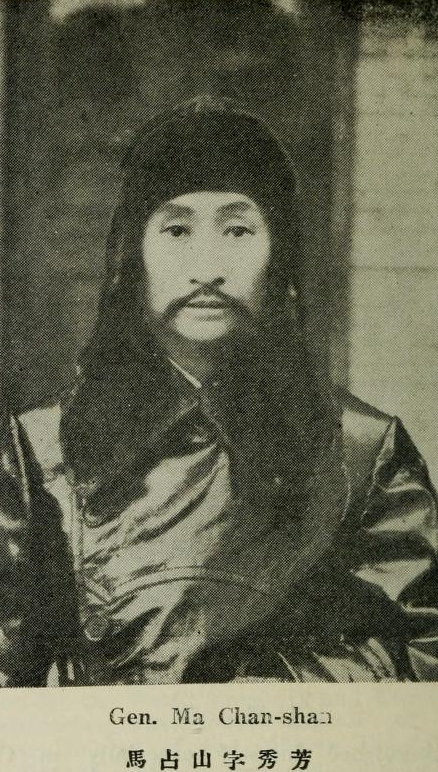
Tướng Mã Chiêm Sơn

Năm 1931, đế quốc Nhật Bản đã sử dụng một cuộc tấn công bằng cờ giả, được gọi là Sự kiện Phụng Thiên, để biện minh cho việc mang Đạo quân Quan Đông của họ để chiếm các thành phố lớn ở Đông Bắc Trung Quốc vào tháng đó, bắt đầu từ Thẩm Dương, Trường Xuân, rồi thành phố Cát Lâm. Tướng Mã Chiêm Sơn (马占山) được lệnh làm Thống đốc và Tổng tư lệnh quân sự của tỉnh Hắc Long Giang vào ngày 10 tháng 10 năm 1931. Ông đã từ chối tối hậu thư của Nhật Bản để cho Tế Tề Cáp Nhĩ đầu hàng họ vào ngày 15 tháng 11. Tuy nhiên sau thất bại ở chiến dịch Giang Kiều, Tề Tề Cáp Nhĩ đã bị quân Nhật chiếm đóng vào ngày 19 tháng 11 năm 1931. Liêu Ninh cũng rơi vào tay Nhật tháng 12 và Cáp Nhĩ Tân vào tháng 2; chính phủ bù nhìn Mãn Châu Quốc thuộc lãnh thổ do Nhật chiếm đóng dưới thời tướng Trương Cảnh Huệ đã thành lập Tề Tề Cáp Nhĩ như một trung tâm hành chính và tỉnh Long Giang. Tề Tề Cáp Nhĩ trở thành một căn cứ quân sự lớn cho đạo quân Quan Đông và tầm quan trọng kinh tế của nó cũng tăng lên nhanh chóng. Trong thời gian chiếm đóng, Lục quân Đế quốc Nhật Bản đã thành lập Đơn vị 516 tại đây để nghiên cứu về chiến tranh hóa học. Một bình lưu huỳnh mù tạt lớn còn sót lại từ Chiến tranh Trung - Nhật lần thứ hai bị chôn vùi dưới lòng đất đã vô tình bị rò rỉ vào tháng 8 năm 2003, khiến 43 người bị thương và một người chết. Chính quyền Trung Quốc sau đó yêu cầu Nhật Bản phải có trách nhiệm dọn sạch những loại hóa chất độc hại do quân đội nước này bỏ lại trên đất Trung Quốc trong quá khứ. Sự kiện này đã gây ra sự phẫn nộ trong đông đảo người dân Trung Quốc. Hơn một triệu người nước này đã ký tên vào một bản kiến nghị trực tuyến, yêu cầu Nhật Bản đền bù cho các nạn nhân. Chính phủ Nhật cuối cùng đã chi ra 2,7 triệu USD để giúp Trung Quốc giải quyết vấn đề này.

### Thời hiện đại
Sau khi Nhật Bản đầu hàng, Chính quyền thành phố Dân chủ Tề Tề Cáp Nhĩ được thành lập, dưới sự quản lý của tỉnh Nộn Giang. Các lực lượng Nhật Bản ở Đông Bắc Trung Quốc đã đầu hàng Liên Xô trong khi các lực lượng Nhật Bản ở phần còn lại của Trung Quốc đã đầu hàng Hoa Kỳ. Từ tháng 3 đến tháng 5, quân đội Liên Xô rút dần khỏi các vị trí của họ, khiến Quân đội Giải phóng Nhân dân Trung Quốc được chú ý nhiều hơn Quốc dân Cách mệnh Quân, nhờ đó Đảng Cộng sản Trung Quốc có thể chiếm nhiều ưu thế hơn trong cuộc Nội chiến Trung Quốc. Tề Tề Cáp Nhĩ bị lực lượng cộng sản kiểm soát vào ngày 24 tháng 4 năm 1946, cùng với các thành phố quan trọng khác trong khu vực như Trường Xuân, thành phố Cát Lâm và Cáp Nhĩ Tân. Tề Tề Cáp Nhĩ được thành lập như là thủ phủ của tỉnh Hắc Long Giang sau khi nước Cộng hòa Nhân dân Trung Hoa được thành lập vào năm 1949. Tuy nhiên, kể từ khi tỉnh Tùng Giang sáp nhập vào tỉnh Hắc Long Giang, thủ phủ của tỉnh đã được chuyển đến Cáp Nhĩ Tân vào năm 1954. Trong kế hoạch 5 năm đầu tiên của Trung Quốc từ năm 1951 đến 1956, nhiều nhà máy bao gồm Công ty thép đặc biệt Beiman và công nghiệp nặng đầu tiên của Trung Quốc đã được Liên Xô xây dựng tại quận Phú Lạp Nhĩ Cơ, biến Tề Tề Cáp Nhĩ thành một trung tâm quan trọng của ngành sản xuất thiết bị ở Đông Bắc Trung Quốc. Năm 1984, Tề Tề Cáp Nhĩ được Văn phòng Quốc vụ viện Trung Quốc chỉ định là một trong 13 Thành phố lớn hơn ở Trung Quốc.

## Địa lí
Tề Tề Cáp Nhĩ nằm trên một khu đất rộng 42.289 km2 ở độ cao 100–500 m, với độ cao trung bình 146 mét.

### Ranh giới

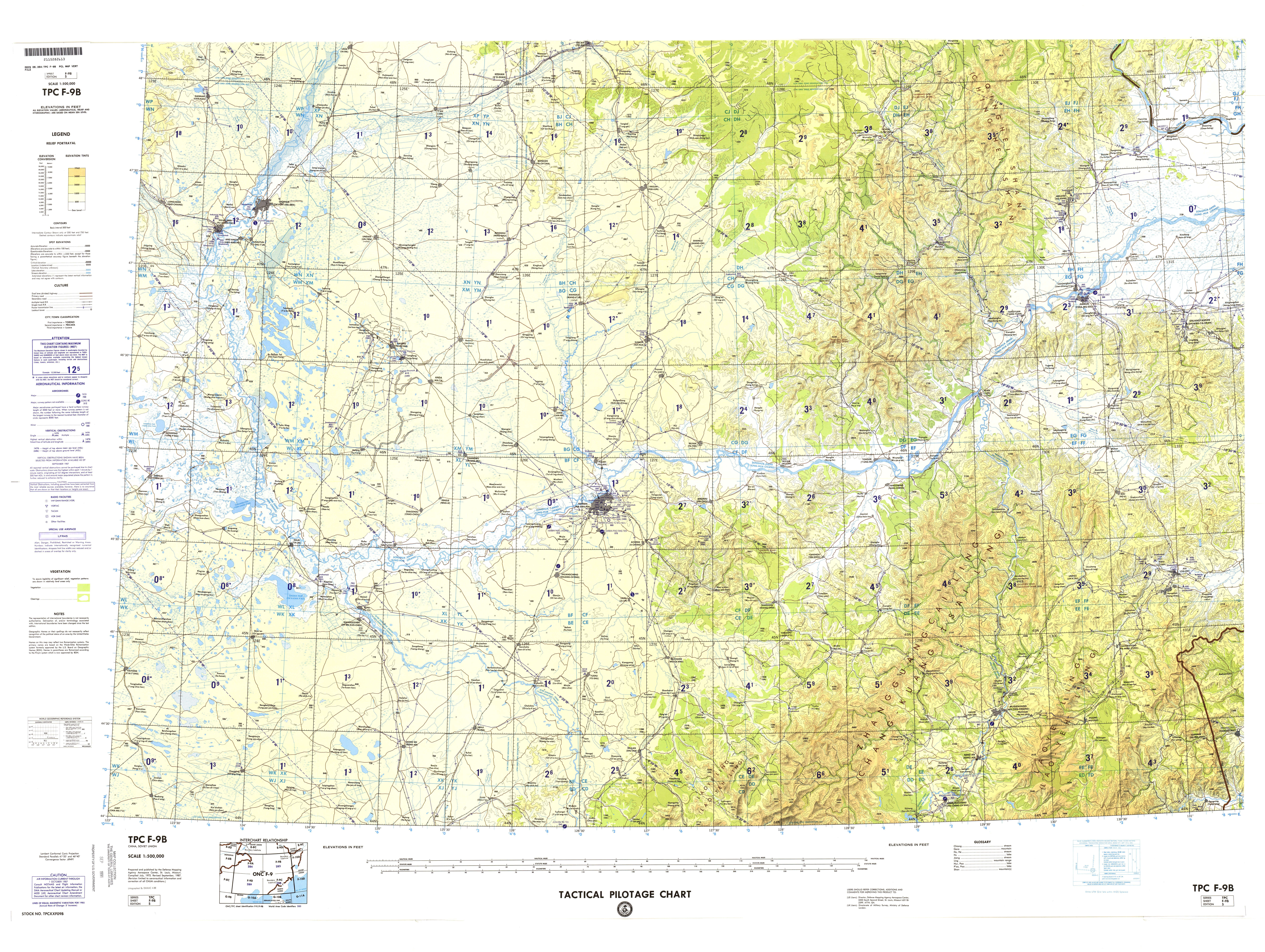
Bản đồ Tề Tề Cáp Nhĩ

Tề Tề Cáp Nhĩ nằm dọc theo giữa và hạ lưu của sông Nộn và vùng nội địa của đồng bằng Tùng Nộn, liền kề với dãy Đại Hưng An và thảo nguyên Hulunbuir. Giáp với thành phố là:
- Bạch Thành, Cát Lâm (phía nam)
- Đại Khánh (phía đông)
- Hắc Hà (phía bắc)
- Hulunbuir, Nội Mông (phía tây)
- Tuy Hóa (phía đông bắc)
- Hưng An, Nội Mông (phía tây)

Khu vực tàu điện ngầm của thành phố nằm cách thủ phủ Cáp Nhĩ Tân của tỉnh 359 km, cách Bạch Thành 282 km (175 dặm), cách Đại Khánh 139 km (86 dặm) và Tuy Hóa 328 km (204 dặm). Tổng diện tích thuộc thẩm quyền của thành phố là 42.289 km2 (16.328 dặm vuông). Độ cao của khu vực trên mực nước biển thường nằm trong khoảng từ 200 m (660 ft) đến 500 m (1.600 ft).

### Khí hậu
Tề Tề Cáp Nhĩ có khí hậu lục địa lạnh và ẩm ướt, chịu ảnh hưởng của gió mùa (Köppen: Dwa), với bốn mùa rõ rệt. Thành phố có mùa đông dài, lạnh buốt giá, nhưng khô, với nhiệt độ trung bình trong 24 giờ vào tháng 1 là −18,1 °C (0,6 °F). Mùa xuân và mùa thu có thời tiết ôn hòa, nhưng chuyển tiếp ngắn và nhanh chóng. Mùa hè rất ấm áp và ẩm ướt, với nhiệt độ trung bình trong 24 giờ vào tháng 7 là 23,3 °C (73,9 °F). Lượng mưa trung bình hàng năm là 415 milimét (16,3 in), với hơn hai phần ba trong số đó rơi vào tháng 6 đến tháng 8. Nhiệt độ trung bình hàng năm là 4,38 °C (39,9 °F). Với phần trăm ánh nắng mặt trời hàng tháng có thể dao động từ 56% vào tháng Bảy đến 73% vào tháng Hai, thành phố nhận được ánh nắng mặt trời dồi dào, với 2.839 giờ nắng sáng hàng năm. Nhiệt độ cực hạn đã dao động từ −39,5 °C (39 °F) đến 42,1 °C (108 °F).
| Dữ liệu khí hậu của Qiqihar (1981−2010 normals)                                        | Dữ liệu khí hậu của Qiqihar (1981−2010 normals) | Dữ liệu khí hậu của Qiqihar (1981−2010 normals) | Dữ liệu khí hậu của Qiqihar (1981−2010 normals) | Dữ liệu khí hậu của Qiqihar (1981−2010 normals) | Dữ liệu khí hậu của Qiqihar (1981−2010 normals) | Dữ liệu khí hậu của Qiqihar (1981−2010 normals) | Dữ liệu khí hậu của Qiqihar (1981−2010 normals) | Dữ liệu khí hậu của Qiqihar (1981−2010 normals) | Dữ liệu khí hậu của Qiqihar (1981−2010 normals) | Dữ liệu khí hậu của Qiqihar (1981−2010 normals) | Dữ liệu khí hậu của Qiqihar (1981−2010 normals) | Dữ liệu khí hậu của Qiqihar (1981−2010 normals) | Dữ liệu khí hậu của Qiqihar (1981−2010 normals) |
| Tháng                                                                                  | 1                                               | 2                                               | 3                                               | 4                                               | 5                                               | 6                                               | 7                                               | 8                                               | 9                                               | 10                                              | 11                                              | 12                                              | Năm                                             |
| -------------------------------------------------------------------------------------- | ----------------------------------------------- | ----------------------------------------------- | ----------------------------------------------- | ----------------------------------------------- | ----------------------------------------------- | ----------------------------------------------- | ----------------------------------------------- | ----------------------------------------------- | ----------------------------------------------- | ----------------------------------------------- | ----------------------------------------------- | ----------------------------------------------- | ----------------------------------------------- |
| Cao kỉ lục °C (°F)                                                                     | 2.4 (36.3)                                      | 12.8 (55.0)                                     | 23.0 (73.4)                                     | 30.9 (87.6)                                     | 35.5 (95.9)                                     | 40.8 (105.4)                                    | 39.9 (103.8)                                    | 37.5 (99.5)                                     | 33.3 (91.9)                                     | 26.9 (80.4)                                     | 14.5 (58.1)                                     | 6.9 (44.4)                                      | 40.8 (105.4)                                    |
| Trung bình ngày tối đa °C (°F)                                                         | −12.2 (10.0)                                    | −6.2 (20.8)                                     | 2.8 (37.0)                                      | 13.5 (56.3)                                     | 21.4 (70.5)                                     | 26.7 (80.1)                                     | 28.0 (82.4)                                     | 26.4 (79.5)                                     | 20.6 (69.1)                                     | 11.6 (52.9)                                     | −1.0 (30.2)                                     | −10.1 (13.8)                                    | 10.1 (50.2)                                     |
| Trung bình ngày °C (°F)                                                                | −18.1 (−0.6)                                    | −12.8 (9.0)                                     | −3.5 (25.7)                                     | 7.0 (44.6)                                      | 15.2 (59.4)                                     | 21.1 (70.0)                                     | 23.3 (73.9)                                     | 21.6 (70.9)                                     | 14.9 (58.8)                                     | 5.7 (42.3)                                      | −6.3 (20.7)                                     | −15.5 (4.1)                                     | 4.4 (39.9)                                      |
| Tối thiểu trung bình ngày °C (°F)                                                      | −23.2 (−9.8)                                    | −18.6 (−1.5)                                    | −9.5 (14.9)                                     | 0.7 (33.3)                                      | 8.8 (47.8)                                      | 15.6 (60.1)                                     | 18.9 (66.0)                                     | 17.2 (63.0)                                     | 9.8 (49.6)                                      | 0.6 (33.1)                                      | −10.7 (12.7)                                    | −20.0 (−4.0)                                    | −0.9 (30.4)                                     |
| Thấp kỉ lục °C (°F)                                                                    | −39.5 (−39.1)                                   | −34.5 (−30.1)                                   | −29.4 (−20.9)                                   | −14.0 (6.8)                                     | −7.4 (18.7)                                     | 1.9 (35.4)                                      | 9.9 (49.8)                                      | 7.2 (45.0)                                      | −3.5 (25.7)                                     | −16.0 (3.2)                                     | −27.9 (−18.2)                                   | −35.0 (−31.0)                                   | −39.5 (−39.1)                                   |
| Lượng Giáng thủy trung bình mm (inches)                                                | 2.2 (0.09)                                      | 2.2 (0.09)                                      | 6.6 (0.26)                                      | 22.0 (0.87)                                     | 30.5 (1.20)                                     | 70.4 (2.77)                                     | 143.1 (5.63)                                    | 95.4 (3.76)                                     | 41.3 (1.63)                                     | 19.9 (0.78)                                     | 4.1 (0.16)                                      | 5.2 (0.20)                                      | 442.9 (17.44)                                   |
| Số ngày giáng thủy trung bình (≥ 0.1 mm)                                               | 3.5                                             | 3.0                                             | 3.4                                             | 5.1                                             | 7.2                                             | 11.2                                            | 13.7                                            | 11.2                                            | 9.1                                             | 5.1                                             | 3.5                                             | 4.9                                             | 80.9                                            |
| Độ ẩm tương đối trung bình (%)                                                         | 66                                              | 57                                              | 47                                              | 46                                              | 47                                              | 60                                              | 72                                              | 73                                              | 64                                              | 56                                              | 58                                              | 66                                              | 59                                              |
| Số giờ nắng trung bình tháng                                                           | 190.6                                           | 208.6                                           | 260.4                                           | 248.5                                           | 282.7                                           | 282.2                                           | 269.4                                           | 271.7                                           | 247.3                                           | 227.6                                           | 185.4                                           | 164.9                                           | 2.839,3                                         |
| Phần trăm nắng có thể                                                                  | 70                                              | 73                                              | 71                                              | 61                                              | 61                                              | 60                                              | 56                                              | 62                                              | 66                                              | 68                                              | 66                                              | 63                                              | 64                                              |
| Nguồn: China Meteorological Administration (precipitation days and sunshine 1971–2000) |                                                 |                                                 |                                                 |                                                 |                                                 |                                                 |                                                 |                                                 |                                                 |                                                 |                                                 |                                                 |                                                 |

## Các đơn vị hành chính

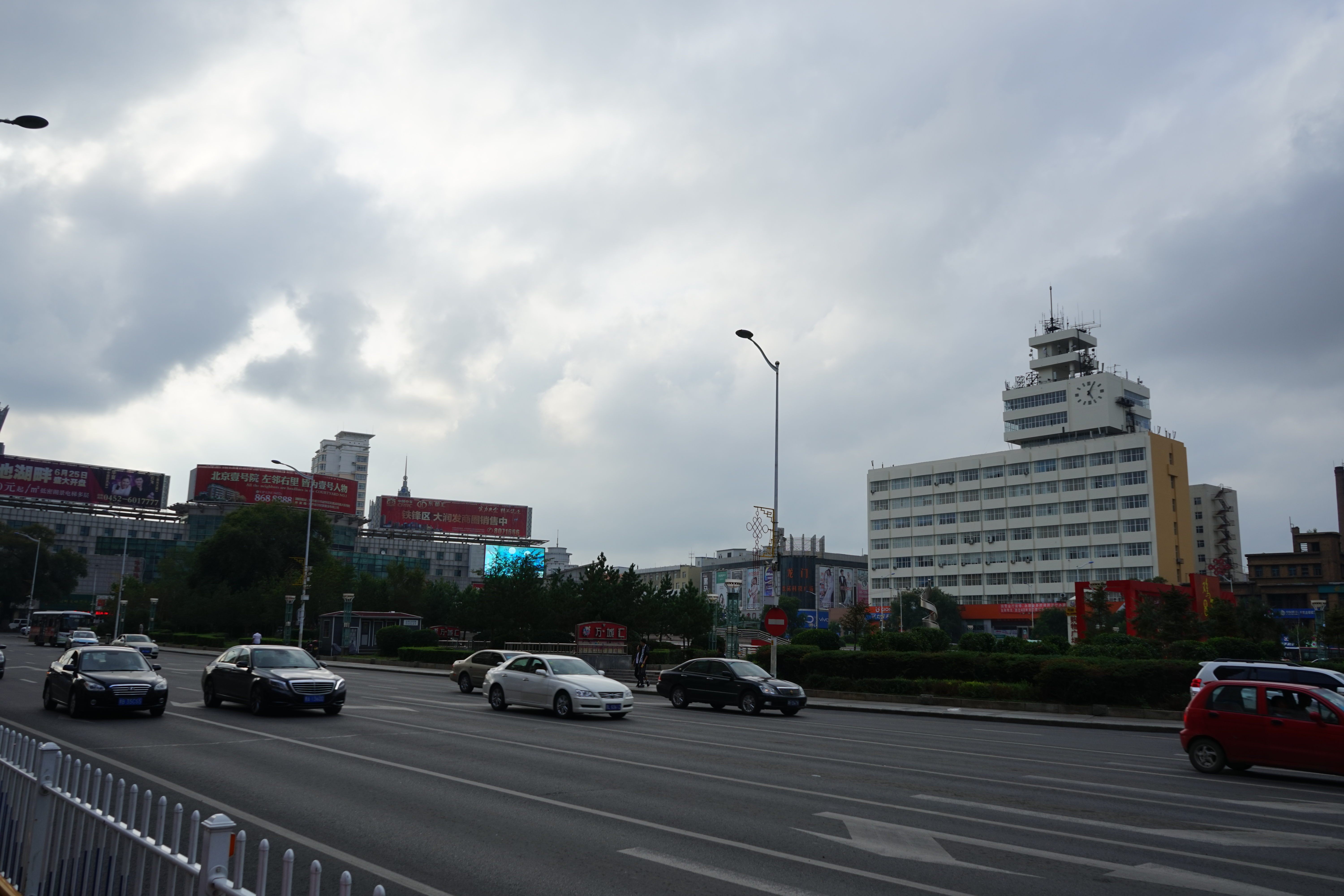
Một con đường ở Tề Tề Cáp Nhĩ

Địa cấp thị Tề Tề Cáp Nhĩ quản lý các đơn vị cấp huyện sau:

### Các quận nội thành
Các quận sau:
- Long Sa (龙沙区)
- Ngang Ngang Khê (昂昂溪区)
- Thiết Phong (铁锋区)
- Kiến Hoa (建华区)
- Phú Lạp Nhĩ Cơ (富拉尔基区)
- Niễn Tử Sơn (碾子山区)
- Khu dân tộc Đạt-oát-nhĩ Mai Lý Tư (梅里斯达斡尔族区)

### Thành phố cấp huyện
- Nột Hà (讷河市)

### Các huyện
Các huyện:
- Phú Dụ (富裕县)
- Bái Tuyền (拜泉县)
- Cam Nam (甘南县)
- Y An (依安县)
- Khắc Sơn (克山县)
- Thái Lai (泰来县)
- Khắc Đông (克东县)
- Long Giang (龙江县)

## Nhân khẩu
Dù là thành phố lớn thứ hai của tỉnh, Tề Tề Cáp Nhĩ lại có quy mô dân số thấp hơn so với nhiều các thành phố khác ở Trung Quốc đại lục. Theo điều tra dân số quốc gia lần thứ sáu, dân số thành phố là 5.367.003 người. Có 2.720.725 nam và 2.646.278 nữ. Độ tuổi dân số từ 0 đến 14 là 691.722 người, 4.238.140 người từ 15-64 tuổi và 437.141 người từ 65 tuổi trở lên.

## Kinh tế
Tề Tề Cáp Nhĩ là một thành phố công nghiệp hóa mạnh mẽ liên quan đến sản xuất.
Năm 2009, có 95 doanh nghiệp sản xuất các thiết bị quy mô lớn của thành phố, với tổng tài sản là 30,6 tỷ nhân dân tệ, chiếm tổng doanh nghiệp công nghiệp của thành phố trên quy mô 46,5% tổng tài sản, số lượng nhân viên 5,2 triệu, chiếm doanh nghiệp công nghiệp của thành phố trên 45,6% tổng số nhân viên. Thu nhập kinh doanh chính là 25,57 tỷ nhân dân tệ, giá trị gia tăng công nghiệp là 8,05 tỷ nhân dân tệ, lợi nhuận là 1,96 tỷ nhân dân tệ; 1,03 tỷ nhân dân tệ cho thuế, tăng trưởng hàng năm lần lượt là 2,9%, 3%, 19,6% và 22,3%, chiếm các doanh nghiệp công nghiệp của thành phố trên quy mô được chỉ định lần lượt là 40,6%, 40%, 44,3% và 31,7%.

### Bệnh viện
Tề Tề Cáp Nhĩ có 23 bệnh viện.

### Các công ty
Các công ty tiến hành kinh doanh tại Tề Tề Cáp Nhĩ bao gồm RT-Mart, Walmart, GOME Electrical Electrical và Suning Commerce Group.

### Ngân hàng
Vì Tề Tề Cáp Nhĩ là một thành phố lớn, nhiều ngân hàng làm việc ở đây. Một số ngân hàng bao gồm Ngân hàng Trung Quốc, Ngân hàng Xây dựng Trung Quốc, Ngân hàng Công thương Trung Quốc và Ngân hàng Nông nghiệp Trung Quốc.

## Du lịch
Tề Tề Cáp Nhĩ rất gần với Khu bảo tồn thiên nhiên Trát Long. Ngoài ra ở trung tâm thành phố còn có công viên Long Sa, cũng là một địa điểm khá hút khách du lịch. Công viên được xây dựng vào năm 1907 và có diện tích 72.5 hecta được xây dựng bao quanh hồ Lao Dong, được xem là "lá phổi xanh" của thành phố.
Các địa điểm tôn giáo ở Tề Tề Cáp Nhĩ bao gồm 
- Chùa Đại Thành: được xây vào năm 1939 trên một khoảnh đất rộng 31 hecta. Toàn bộ khu quần thể này gồm có ba đại điện và những điện nhỏ bao quanh theo hình bát quát. Tượng Phật trong chính điện bằng cẩm thạch trắng và là một trong những tượng Phật cẩm thạch lớn nhất ở khu vực Đông Bắc. Đây là địa điểm hành hương chính của các Phật tử khi đến Đông Bắc Trung Quốc.[16]
- Nhà thờ Hồi giáo Bukui: được xây dựng vào thời nhà Thanh.

## Giao thông

### Sân bay
Tề Tề Cáp Nhĩ được phục vụ bởi sân bay nội địa của riêng mình, Sân bay Tam Gia Tử Tề Tề Cáp Nhĩ. Sân bay cách khu vực trung tâm thành phố 13 km, khai thác các chuyến bay hàng ngày đến Bắc Kinh, Quảng Châu, Thượng Hải và các thành phố lớn khác ở Trung Quốc.

### Xe lửa

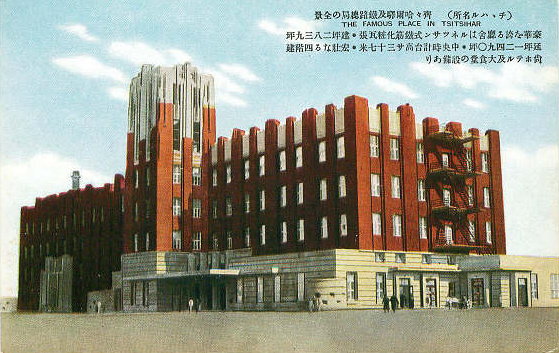
Tòa nhà ga xe lửa cũ, hiện được sử dụng cho hạng nhất
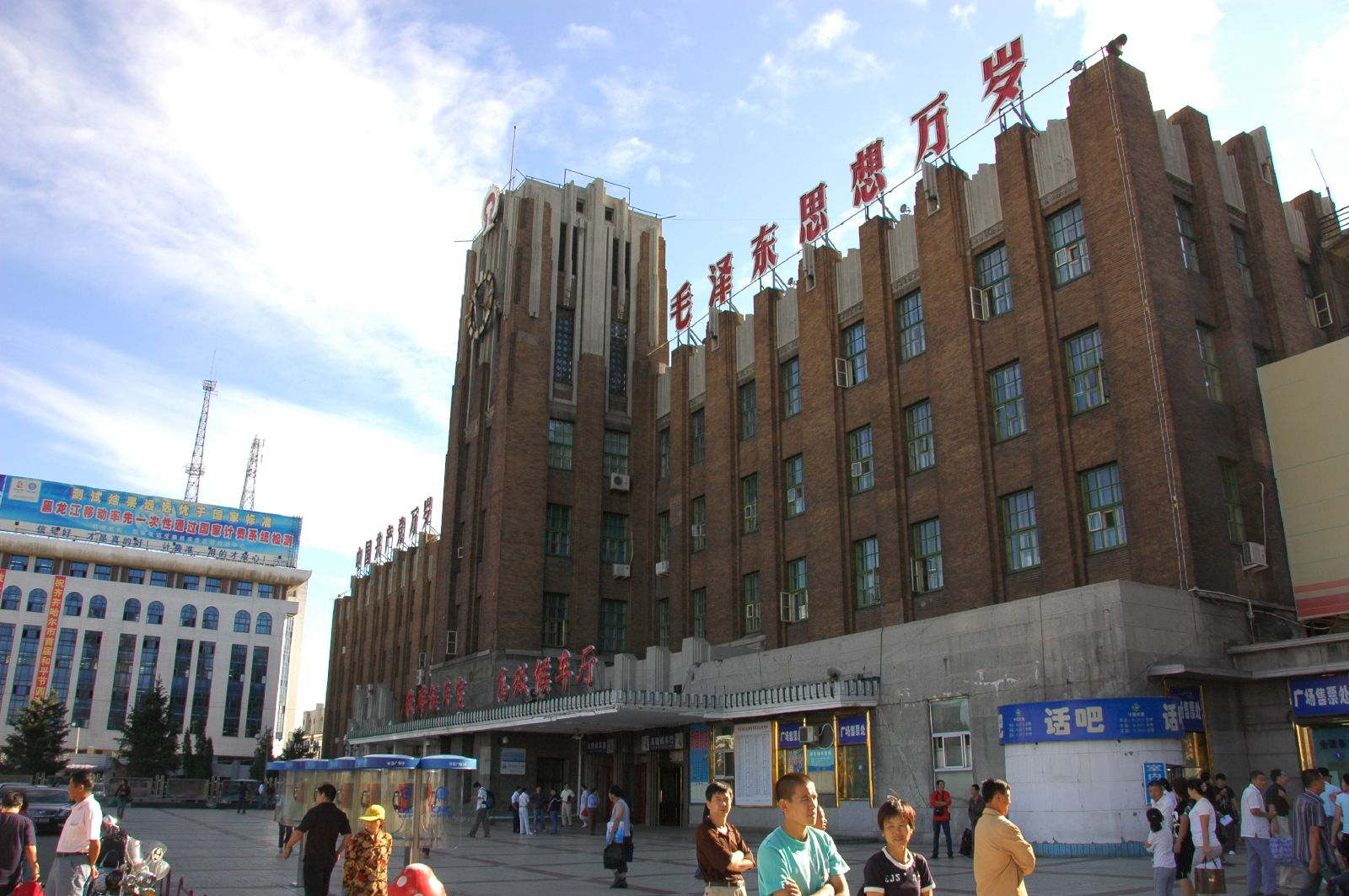
Tòa nhà ga xe lửa cũ
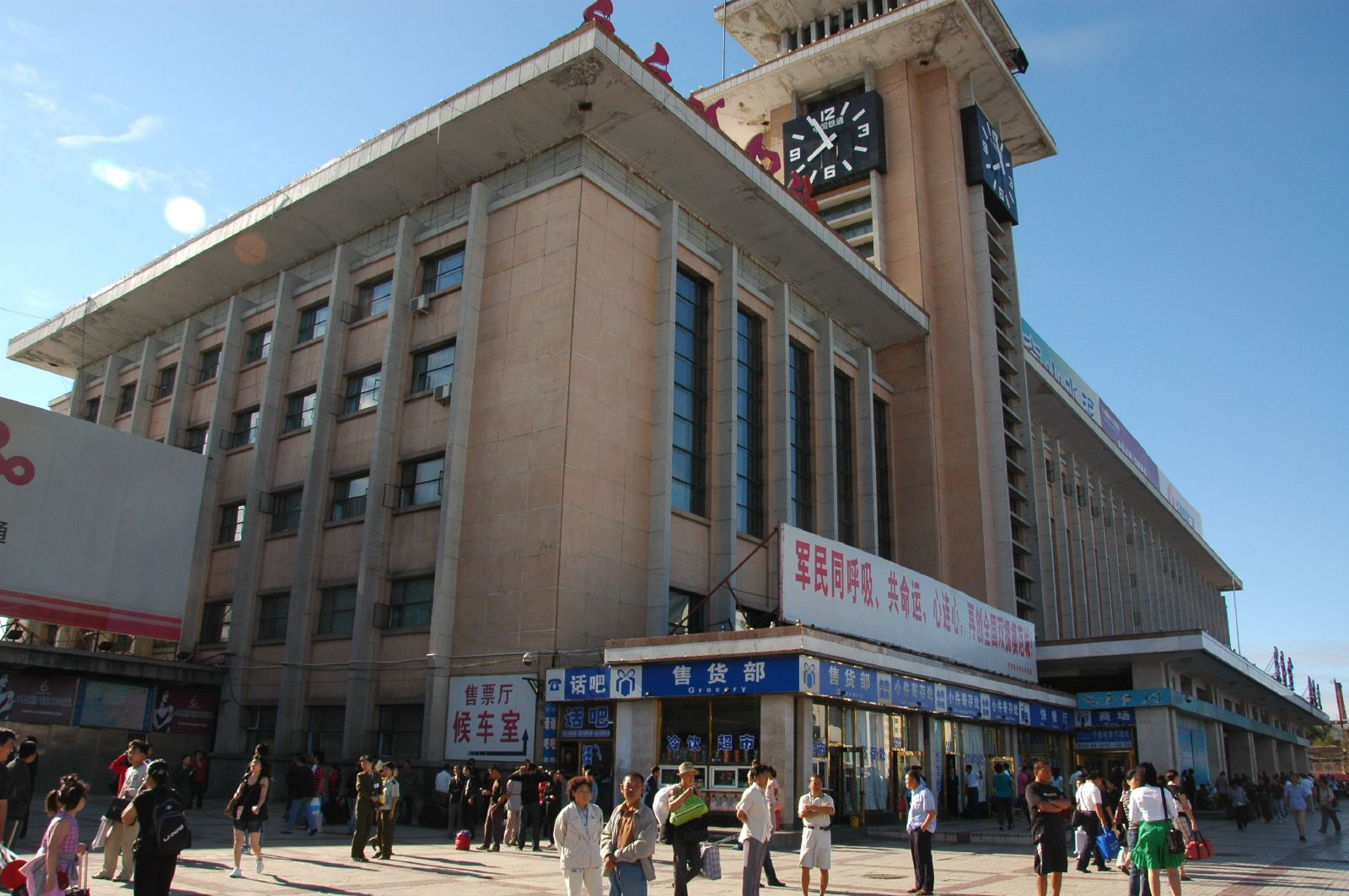
Tòa nhà ga xe lửa mới

Tề Tề Cáp Nhĩ được kết nối tốt về giao thông đường sắt. Xe lửa từ ga xe lửa Tề Tề Cáp Nhĩ kết nối thành phố với Cáp Nhĩ Tân, Bắc Kinh, Đại Liên, Hàng Châu, Tây An và một số thành phố lớn khác ở Trung Quốc. Ở quận Ngang Ngang Khê, tuyến đường sắt Cáp Nhĩ Tân-Mãn Châu Lý giao nhau với tuyến đường sắt Tề Tề Cáp Nhĩ-Bắc An.
Tuyến đường sắt liên tỉnh Cáp Nhĩ Tân-Tề Tê Cáp Nhĩ mới dự kiến khai trương vào tháng 8 năm 2015; cung cấp dịch vụ đường sắt cao tốc thường xuyên cho thủ phủ Cáp Nhĩ Tân, cũng như một số chuyến tàu trực tiếp đến thủ đô Bắc Kinh.

### Đường sông
Sông Nộn thường được sử dụng để vận chuyển vật liệu.

## Giáo dục
Nhiều trường học có trụ sở trong thành phố. Bốn trường tiểu học phục vụ cho 8 trường trung học trong thành phố hoặc các quận.
Có hai trường đại học: Đại học Tề Tề Cáp Nhĩ và trường y của nó.

## Thành phố kết nghĩa
- Goyang, Gyeonggi, Hàn Quốc
- Quận New Castle, Delaware, Hoa Kỳ
- Utsunomiya, Tochigi, Nhật Bản
- 10th Ramadan, Ai Cập
- Krasnoyarsk, Nga[18]